# 65
| 65                 |
| ------------------ |
| Dødsfald - Fødsler |
|                    |

| Gregoriansk kalender | 65 LXV                  |
| Ab urbe condita      | 818                     |
| Armensk kalender     | I/T                     |
| Kinesiske kalender   | 2761 – 2762 甲子 – 乙丑 |
| Etiopisk kalender    | 57 – 58                 |
| Jødisk kalender      | 3825 – 3826             |
| Hindukalendere       |                         |
| - Vikram Samvat      | 120 – 121               |
| - Shaka Samvat       | N/A                     |
| - Kali Yuga          | 3166 – 3167             |
| Iransk kalender      | 557 BP – 556 BP         |
| Islamisk kalender    | 574 BH – 573 BH         |

Se også 65 (tal)

## Dødsfald
- Lucius Annaeus Seneca – romersk filosof og statsmand